# 냐웅양왕
냐웅양왕(버마어: ညောင်ရမ်းမင်း 냐웅양밍; 1555년 11월 8일 ~ 1605년 11월 5일)은 1599년부터 1605년까지 미얀마 따웅우 왕조의 왕이었다. 따웅우 제국의 붕괴 이후 통일 과정을 시작하기 위해 복원된 따웅우 왕조 또는 냐웅양 왕조의 창시자로 언급되었다.